# Пафта
Пафти (от персийски-турски pafta) или още чапрази (от перс.-тур. çapraz) са украсени метални токи за колани, които играят ролята и на накити в женската народна носия в България.

## История
Известните от археологически находки форми и декоративни мотиви продължават да се възпроизвеждат до началото на 20 век, когато народните носии започват да отстъпват на модерното градско облекло. При това, с течение на времето, се наблюдава постепенно увеличаване на големината на плочките.
В българското Средновековие пафтите са бележели социалния статус на мъжа. Носили са ги военачалници, а вида и украсата на катарамите са посочвали какъв чин са имали. След падането на България под Османско владичество (14 в.) българите губят воинската си част. По тази причина през Възраждането пафтите постепенно стават част от женския костюм, превръщат се в пазители на най-важната част от тялото – яйчниците, детеродните органи.

## Описание
По размери пафтите варират от съвсем малки с големина на плочката колкото монета, до такива с размери 20 – 25 см в диаметър или на дължина. По своята форма те биват продълговати, правоъгълни, кръгли, или с характерната форма на палмета със завити нагоре краища. Обикновено представляват две плочки, едната от които снабдена с кукичка, а другата – с брънка за закачане на кукичката. При някои от моделите, към кукичката е прикрепено щитче, с което в закопчано положение пафтите изглеждат като съставени от три части. Има и модели, които наистина са съставени от повече на брой плочки, съединени посредством шарнири.
Поради по-голямата повърхност за ювелирна обработка, този вид накити се отличават с богато разнообразие на декоративните мотиви и сюжети. В пафтите могат да се срещнат както позволените от османската иконография растителни орнаменти – цветя, листа, гроздове, плодове, плетеници, така и типично българските животински мотиви – пауни, гълъби, двуглави птици (двуглавия орел е символ на Цариградската патриаршия), змии, геометрични елементи. През втората половина на 18 век можем да видим дори елементи на стила барок, който прониква през източните пазари. Освен тях, на някои пафти могат да се видят цели библейски сцени – Рождество, Благовещение, Възкресение. Изпълнението им е много разнообразно и в релефно отношение.
Македонските пафти са изключително големи и тежки. Това се е наложило за да се отличи на обемния костюмът с богата везба на македонката.

## Изработка
Пафтите са изработвани от кована мед или друг метал, който после се посребрява или позлатява. За оцветяване, позлатата е смесвана с живак, а отделни елементи са емайлирани. Някои пафти са допълнително украсявани с апликации от седеф, рог или кост, с инкрустации на камъни и стъкло, както и с изящна филигранна обработка.

## Предназначение
Пафтите заемат особено място в женската носия. Традиционно ги носят само омъжени жени, след като ги получат като дар при годежа или сватбата си (само омъжените жени носят метални накити, по време на моминството накитите се състоят основно от мъниста). На накитите се е гледало като на средства за защита от лоши сили; по-специално коланът и пафтите са защитавали детеродните органи на жената.

## Галерия
- Снимки на пафти (от 19 век)
- Традиционната закопчалка на пафтите – кукичка и брънка
- Кръгли пафти
- Пафта с форма на палмета и високо завити краища
- Правоъгълни пафти
- Кръгли пафти с щитче по средата
- Пафта с апликация на гущерче
- Пафта с флорални мотиви
- Филигранна пафта с двуглава птица
- Пафти в с. Радилово